# Joseph Batangdon
Joseph Batangdon (Yaundé, 29 de julio de 1978) es un atleta camerunés retirado especializado en la prueba de 200 m, en la que consiguió ser subcampeón mundial en pista cubierta en 2003.

## Carrera deportiva
En el Campeonato Mundial de Atletismo en Pista Cubierta de 2003 ganó la medalla de plata en los 200 metros, llegando a meta en un tiempo de 20.76 segundos, tras el británico Marlon Devonish (oro con 20.62 segundos) y por delante del bahameño Dominic Demeritte.
Al año siguiente, en los Campeonatos africanos celebrados en Brazzaville ganó la medalla de oro en la misma distancia, con un tiempo de 20.46 segundos.